# جون بريكنريدج
جون كايبل بريكنريدج (بالإنجليزية: John Cabell Breckinridge) (و.21 يناير 1821-ت.17 مايو 1875) هو محامي وسياسي وجندي من ولاية كنتاكي الأمريكية. مثل ولايته في مجلسي الكونغرس، وأصبح النائب الرابع عشر لرئيس الولايات المتحدة في الفترة من 1857 إلى 1861 في عهد الرئيس جيمس بيوكانان، وهو أصغر من يتولى هذا المنصب. ودخل مجلس الشيوخ الأمريكي خلال قيام الحرب الأهلية الأمريكية، ولكن تم طرده بعد انضمامه للجيش الكونفدرالي. تم تعيينه وزيرا للحرب في الكونفدرالية قرب نهاية الحرب. جون هو عضو في عائلة بريكنريدج البارزة، وله العديد من الأقارب الذين نشطوا في سياسة كنتاكي.
خدم جون بريكنريدج في الحرب المكسيكية الأمريكية ولكنه لم يشارك في المعارك، وانضم للحزب الديمقراطي وانتخب إلى مجلس نواب كنتاكي في عام 1849 وساند حقوق الولايات ضد التدخل القانوني في مسألة الرق. انتخب في مجلس النواب الأمريكي في عام 1850، وتحالف مع السيناتور ستيفن دوغلاس في دعمه لقانون كانساس نبراسكا. أصبحت عملية إعادة انتخابه غير محتملة بعد عملية إعادة توزيع المقاعد في عام 1854، فلم يترشح لولاية أخرى. تم ترشيحه لمنصب نائب الرئيس في المؤتمر الوطني الديمقراطي لعام 1856 عن بطاقة ترشيح جيمس بوكانان من بنسلفانيا، وذلك بعد أن دعم في وقت سابق كلا من الرئيس فرانكلين بيرس والنائب دوغلاس في ترشيحهما. فاز الديمقراطيون بالانتخابات، ولكن لم يكن لبريكينريدج تأثير كبير على بيوكانان، ولم يتمكن من التعبير عن آرائه في مناقشات مجلس الشيوخ الذي كان رئيسا عليه. في عام 1859، تم انتخابه لخلافة مقعد جون جيه كريتندن في مجلس الشيوخ في نهاية فترة الأخير في عام 1861. ساند بريكنريدج الرئيس بيوكانان في دعم دستور ليكومبتون المؤيد للعبودية في كانساس، والذي أدى إلى انقسام الحزب الديمقراطي. قاد بريكينريدج وبيوكانان الجناح الجنوبي، فيما قاد دوغلاس الجناح الشمالي الذي دعا أن يسمح للسكان المحليين لتحديد ما إذا كان على ولايتهم الجديدة أن تعترف بالرق أم لا.
انسحب الديمقراطيون الجنوبيون من المؤتمر الوطني الديمقراطي لعام 1860، وعقدت فصائل الحزب الشمالية والجنوبية مؤتمرات تنافسية في بالتيمور وتم ترشيح دوغلاس وبريكينريدج للرئاسة ببطاقتين منفصلتين. فيما قام طرف ثالث، وهو حزب الاتحاد الدستوري، بترشيح سياسي من تينيسي يدعى جون بيل. وقام هؤلاء الثلاثة بتقسيم الأصوات الجنوبية، ما مكن المرشح الجمهوري المناهض للرق أبراهام لينكون من الفوز في الانتخابات، رغم أن بريكنريدج فاز في معظم الولايات الجنوبية. دخل بريكينريدج بعدها مجلس الشيوخ، وحث المجلس على قبول التسويات للحفاظ على الاتحاد (رغم أن سبع ولايات كانت قد انفصلت بالفعل وقتها). سيطر الاتحاديون على المجلس التشريعي لولاية كنتاكي عندما دخلتها القوات الكونفدرالية.
هرب بريكنريدج لاحقا وراء خطوط الكونفدرالية حيث أدخل الجيش برتبة عميد؛ فتم طرده بعدها من مجلس الشيوخ الأمريكي. تمت ترقيته إلى رتبة لواء بعد معركة شيلوه في أبريل 1862، وتم تعيينه في أكتوبر من ذلك العام في جيش مسيسيبي تحت قيادة الجنرال براكستون براج. إلا أن العلاقة ساءت بينهما بعد أن وجه له براغ التهم أن إدمانه على الشراب ساهم في هزيمة الكونفدرالية في معارك ستون ريفر و ميشناري ريدج، كما ساند بريكنريدج العديد من الضباط الكبار في انتقادهم لبراغ، فتم نقل بريكنريدج إلى إدارة ترانس-أليغيني، حيث حقق أكبر انتصاراته في معركة نيو ماركت. شارك بعدها في حملات جوبال إيرلي عام 1864 في وادي شيناندواه، وتم التعهد له بالدفاع عن إمدادات الكونفدرالية في تينيسي وفرجينيا. في فبراير 1865، عينه الرئيس الكونفدرالي جيفرسون ديفيس وزيرا للحرب. أدرك بريكنريدج أن الحرب ميؤوس منها، وحث ديفيس على تنظيم عملية استسلام وطنى. عمل بريكنريدج على حفظ السجلات الكونفدرالية بعد سقوط العاصمة ريتشموند. ورحل جنوبا وأفلت من يد القوات الاتحادية وعاش في الخارج لأكثر من ثلاث سنوات. عاد بريكنريدج إلى كنتاكي بعد أن قدم الرئيس أندرو جونسون العفو لجميع الكونفدراليين السابقين في أواخر عام 1868، إلا أنه رفض طلب الجميع بأن يستأنف حياته السياسية. وتدهورت صحته بسبب إصابات الحرب وتوفي في 17 مايو 1875.

## النشأة
وُلِد جون كابيل بريكنريدج في ثرون هيل في عقار عائلته قرب ليكسينغتون في ولاية كنتاكي في 16 كانون الأول من عام 1821. كان الرابع من أصل ستة أطفال لجوزيف كابيل بريكنريدج وماري كلاي (سميث) بريكنريدج، وكان ابنهم الذكر الوحيد. كانت أمه ابنة صامويل ستانهوب سميث، والذي أسس جامعة هامبدين سيدني عام 1775، وحفيدة جون ويزرسبون والذي كان أحد الموقِّعين على وثيقة إعلان الاستقلال. نظرًا لكونه كان قد شغل سابقاً منصب متحدث باسم مجلس نواب ولاية كنتاكي، عُيّن أبوه وزير خارجية لولاية كنتاكي مباشرة قبل ولادة ابنه. في شهر شباط، بعد ولادة بريكنريدج بشهر واحد، انتقلت العائلة مع المحافظ جون أدير إلى قصر المحافظ في فرانكفورت، كي يتمكن والده من تأدية واجباته كوزير للخارجية بصورة أفضل.
في شهر آب من عام 1823، انتشر مرض أطلق عليه «الحمى السائدة» في فرانكفورت، فأخذ كابيل بريكنريدج أطفاله ليبقوا مع أمه في ليكسينغتون. في طريق عودته، أصيب هو وزوجته بالمرض. مات كابيل بريكنريدج، لكن زوجته نجت. لم تكن أملاكه كافية لتسديد ديونه، وانضمت أرملته إلى الأطفال في لكيسينغتون حيث أعالتهم والدة زوجها الراحل. بينما كان في ليكسينغتون، التحق بريكنريدج بأكاديمية بيسجاه في إقليم وودفورد. علمته جدته الفلسفات السياسية لزوجها الراحل جون بريكنريدج والذي كان قد شغل منصبي عضو في مجلس الشيوخ الأمريكي والمدعي العام وذلك في ظل حكم الرئيس توماس جيفرسون. بصفته مُشرِّعًا، مرّر بريكنريدج قرارات ولاية كنتاكي عام 1798 والتي شددت على حقوق الولايات وصادقت على مذهب الإبطال ردًا على الغرباء وأعمال العصيان.
بعد مجادلة بين أم بريكنريدج وجدّته عام 1832، انتقل هو وأمه وأخته ليتيتيا إلى دانفيل في ولاية كنتاكي ليعيش مع أخته فرانسيس وزوجها والذي كان رئيس الجامعة المركزية. كان عمه وليام بريكنريدج أيضًا في أحد الكليات هناك، وشجعه على التسجيل في تشرين الثاتي من عام 1834. من بين زملائه في الدراسة كان بيرياه موغوفين، وويليام بيرني، وثيودور أوهارا، وتوماس ل. كريتيندين، وجيرمياه بويلي. بعد حصوله على درجة بكالوريوس في الآداب في أيلول من عام 1838، أمضى الشتاء التالي كخريج مقيم في جامعة نيوجيرسي (حاليًا جامعة برينستون). لدى عودته إلى ولاية كنتاكي في منتصف عام 1839، قرأ القانون مع القاضي ويليام أوسلي. في تشرين الثاني من عام 1840، سجل في السنة الثانية من مقرر الحقوق في جامعة ترانسلفانيا في ليكسينغتون حيث كان من بين مدرسيه عضوين من محكمة الاستئناف في ولاية كنتاكي هما: جورج روبرتسون وتوماس إيه. مارشال. في شهر شباط من عام 1841، حصل على بكالوريوس في الحقوق وأخذ الرخصة لممارسة المهنة في اليوم التالي.

## مسيرته القانونية المبكرة
بقي بريكنريدج في ليكسينغتون أثناء اختياره لمكان يبدأ فيه تدريبه، واستعار كتبًا قانونية من مكتبة جون جاي. كريتيندن، والد توماس كريتيندن. ونظرًا لكون ليكسينغتون ممتلئة بالمحامين انتقل إلى فرانكفورت، لكنه كان غير قادر على إيجاد مكتب. بعد أن قوبلت مشاعر حبه بالرفض، غادر هو وزميله السابق توماس دبليو. بولوك نحو مقاطعة آيوا في 10 تشرين الأول من عام 1841 بحثًا عن فرص أفضل. خلال سفره شرقًا، فكرا بالاستقرار في أرض كان بريكنريدج قد ورثها في جاكسونفيل في إلينوي، لكنهما وجدا أنها ممتلئة بمحامين بارعين مثل ستيفان إيه. دوغلاس وأبراهام لينكولن. تابعا طريقهما نحو بورلينغتون في آيوا، وبحلول الشتاء بين عامي 1842-1843 أخبر بريكنريدج أفراد عائلته أن شركته تعاملت مع حالات أكثر تقريبًا من أي شركة أخرى في بورلينغتون. متأثرًا ببولوك وسكان آيوا، انتسب إلى الحزب الديمقراطي، وبحلول شهر شباط من عام 1843 كان قد عُيِّن في اللجنة الديمقراطية لإقليم دي موين. كان معظم أفراد عائلة بريكنريدج الموجودون في ولاية كنتاكي يمينيون، وعندما علم وليام بريكنريدج بالانتماء الحزبي لابن أخيه، صرّح قائلًا «شعرت كما لو كنت قد سمعت أن ابنتي تلطّخت بالعار».
زار بريكنريدج ولاية كنتاكي في شهر أيار من عام 1843. طالت مدة زيارته بسبب جهوده في التوسط بين أمه وعائلة بريكنريدج، وبعد أن أصيب بالإنفلونزا قرر أن يبقى طوال الصيف في ولاية كنتاكي بدلًا من العودة إلى مناخ آيوا البارد. بينما كان في منزله، التقى بابنة عم بولوك والتي تدعى ماري سيرين بورش، وبحلول شهر أيلول كان قد خطبها. في شهر تشرين الأول، ذهب بريكنريدج إلى آيوا لإنهاء عمله، ثم عاد إلى ولاية كنتاكي وكوّن شراكة قانونية مع صامويل بولوك، ابن عم توماس. تزوج في 12 كانون الأول من عام 1843، واستقر في جورج تاون في ولاية كنتاكي. أنجب الزوجان ستة أطفال هم: جوزيف كابيل (المولود عام 1844)، وكليفتون رودز (المولود عام 1846، والذي أصبح لاحقًا عضوًا في الكونغرس من أركنساس)، وفرانسيس (المولود عام 1848)، وجون ميلتون (المولود عام 1849)، وجون ويزرسبون (المولود عام 1850)، وماري ديشا (المولودة عام 1854). وبكسبه الثقة بقدرته كمحام، نقل بريكنريدج عائلته مرة أخرى إلى ليكسينغتون عام 1845 وكوّن شراكة مع سيناتور الولايات المتحدة المستقبلي جيمس ب. بيك.

## نائب رئيس الولايات المتحدة
اختاره جيمس بيوكانان المرشح للرئاسة ليكون مرشحاً في منصب نائب الرئيس، وفازا بالانتخابات ذلك العام، وأصبح بيوكانان رئيساً، وبريكنريدج نائبه بين عامي (1857-1861).
جدير بالذكر أن بريكنريدج تولى منصب نائب الرئيس في سن السادسة والثلاثين، وهو أصغر من تولى هذا المنصب سناً، وهذا السن هو أكبر بسنة واحدة مما نص عليه الدستور الأمريكي.
ترشح للرئاسة عام 1860 ضد مجموعة من المرشحين بينهم أبراهام لينكون، وهو الذي خسر أمامه الانتخابات. ولترأسه مجلس الشيوخ حينها مع كونه نائب الرئيس، قام بإعلان انتخاب لينكون.

## الحرب الأهلية الأمريكية
لأن بريكنريدج كان مؤيداً للرق، انضم لخدمة قوات الولايات الجنوبية الانفصالية مع اندلاع الحرب الأهلية الأمريكية، ولذلك طُرد من مجلس الشيوخ في ديسمبر 1861. على الرغم من أنه له قريب خدم ضمن قوات الشماليين يدعى جوزيف بريكنريدج (Joseph Cabell Breckinridge).
حصل على رتبة لواء في أغسطس 1862. اشترك كقائد في عدد من المعارك. تم صد قواته في 5 أغسطس 1862 في باتون روغ (Baton Rouge). ثم خسر ثلث قواته في نهر ستون (Stone River) بين 31 ديسمبر1862، و2 يناير 1863. شارك في معركة تشيكاموغا (Chickamauga) في فيرجينيا والتي أدت إلى هزيمة القائد فرانز سيغل (Franz Sigel). كما شارك روبرت لي (Robert Lee) في معركة كولد هاربور (Cold Harbor) ما بين 1-3 يونيو 1864. ثم تلقى هزيمة في وينشيستر (Winchester) في 19 سبتمبر 1864.
في يناير 1865 أصبح وزيراً للحرب لدولة الولايات التعاهدية (الجنوبية) التي انضم لها في بدء الحرب. ولم يستمر في هذا المنصب طويلاً لأن الحرب انتهت بهزيمة الجنوبيين في نفس العام.

## ما بعد الحرب
مع قرب انتهاء الحرب هرب إلى كوبا ثم إلى أوروبا. ثم عاد إلى بلده أمريكا عام 1868، وعاد إلى ممارسة المحاماة في ولاية كنتاكي حتى وفاته فيها عام 1875 عن 54 سنة.

## روابط خارجية
- جون بريكنريدج على موقع الموسوعة البريطانية (الإنجليزية)
- جون بريكنريدج على موقع إن إن دي بي (الإنجليزية)